# Luiz Carlos Largo
Luiz Carlos Largo (São Lourenço do Oeste, 10 de setembro de 1961) é narrador esportivo brasileiro. Atua nos canais ESPN e ESPN Brasil em São Paulo, desde janeiro de 2006.

## Carreira
Começou sua carreira profissional na televisão em 1986 na TV Tarobá (afiliada a rede Bandeirantes) em Cascavel no Paraná como narrador e apresentador de esportes.
Em 1989, estreou como narrador de automobilismo, sendo o responsável pela narração do Campeonato Sul-Americano de Fórmula 3, Campeonato Brasileiro de Fórmula Ford e Brasileiro de Marcas e Pilotos para a Rede Manchete. A partir dai se especializou em narração de automobilismo e posteriormente narrou o Campeonato Brasileiro de Stock Car, Campeonato Brasileiro de Fórmula Fiat, Indy Racing League para a Rede Bandeirantes de Televisão. Também para a Rede Bandeirantes, Luiz Carlos Largo, narrou as series A e B do Campeonato Brasileiro de Futebol entre 1996 e 1999, além do Campeonato Pré-Olímpico de Futebol em 1999.
Em março de 2000 foi convidado a trabalhar na ESPN na sede da emissora em Bristol no estado de Connecticut nos Estados Unidos, lá ficou por cinco anos. Em 2014, participou da narração da Copa do Mundo FIFA.